# Eiger
Eiger er et særligt bjerg i de Schweiziske Alper, som rejser sig til en højde af 3.970 m. Det er det østligste i en rand af bjerge, som går til Mönch på 4.107 m., og hen over Jungfraujoch til Jungfrau på 4.158 m.
Bjerget er nævnt i skriftlige kilder tilbage til 1200-tallet, men der findes ingen klar indikation på, hvordan det fik sit navn. De tre bjerge kaldes ofte Jomfruen (Tysk: Jungfrau), Munken (Mönch) og Jætten (Eiger).
Navnet er sat i forbindelse med det græske ord akros, som betyder "skarp" eller "spids", men mere sandsynligt er nok det tyske ord eigen, som betyder "karakteristisk". Ordet er næppe højtysk, snarere lokal dialekt, måske beslægtet med fransk ogre = trold.
Den første bestigning af bjerget er blevet filmatiseret i filmen Nordwand fra 2008.
Eigers berygtede nordvæg er indtil nu besteget af følgende danske bjergbestigere: Asmus Nørreslet, Allan Christensen, René Jensen og Kristoffer Szilas.